# Aristida anaclasta
Aristida anaclasta là một loài cỏ thuộc họ Poaceae.
Loài này chỉ có ở Yemen.